# Yohei Ono
Yohei Ono (大野 耀平 Ono Yohei?, Tokio, 6 de diciembre de 1994) es un futbolista japonés que juega como delantero en el Kataller Toyama.

## Trayectoria

### Clubes
| Club                     | País  | Año       |
| ------------------------ | ----- | --------- |
| Kyoto Sanga F. C.        | Japón | 2017-2020 |
| Kataller Toyama (cedido) | Japón | 2020      |
| Kataller Toyama          | Japón | 2021-     |